# Awa (prénom)
Pour les articles homonymes, voir Awa.
Awa est un prénom féminin d'Afrique de l'ouest, équivalent d'Ève ; on trouve aussi Hawa.

## Personnalités
- Hawa Abdi (1947-2020), gynécologue et militante des droits de l'homme somalienne.
- Hawa Boussim (1971-) est une chanteuse  burkinabé.
- Hawa Cissoko (1997-), footballeuse française évoluant au poste de défenseur.
- Awa Marie Coll Seck, femme politique, ministre de la santé, de l'hygiène et de la promotion du Sénégal.
- Awa Coulibaly (1987-), joueuse internationale de rugby à XV féminin dans l'équipe d'Italie, d'origine malienne.
- Awa Coulibaly (2005-), joueuse de basket-ball malienne.
- Awa Diop (1948-2021), femme politique sénégalaise.
- Awa Diop (1991-), joueuse de handball française, évoluant au poste d'ailière gauche.
- Awa Ehoura, journaliste ivoirienne, animatrice de télévision.
- Awa Ly (1977-), une auteure-compositrice-interprète et actrice française.
- Awa Maïga (1964-), chanteuse ivoirienne.
- Awa Poulo, auteure-compositrice-interprète et chanteuse malienne.
- Awa Sene (1994-), athlète française, spécialiste des courses de haies.
- Awa Sissoko (1974-), sportive française, joueuse de basket-ball évoluant au poste d'arrière.
- Awa Thiam (1950-), écrivaine, anthropologue et personnalité politique féministe sénégalaise.
- Awa Thiongane (1950-), économiste et stastiticienne sénégalaise.
- Hawa Yakubu (1947 ou 1948 - 2007), femme politique ghanéenne.

## Autres
- Hawa est le prénom de l'héroïne du roman homonyme, Hawa, de l'écrivain marocain Mohamed Leftah, publié en 2010 aux éditions de La Différence.